# Kabinett Michaelis (Preußen)
Das Kabinett Michaelis bildete vom 14. Juli bis 1. November 1917 das von König Wilhelm II. berufene Preußische Staatsministerium. Kurz nach Amtsbeginn wurde am 6. August 1917 eine größere Kabinettsumbildung vorgenommen.
| Amt                                                    | Name |
| ------------------------------------------------------ | --- |
| Ministerpräsident                                      | Georg Michaelis (gleichzeitig Reichskanzler)                                                                  |
| Vizepräsident                                          | Paul von Breitenbach                                                                                          |
| Äußeres                                                | Georg Michaelis                                                                                               |
| Finanzen                                               | August Lentze, 14. Juli – 6. August 1917 Oskar Hergt, ab 6. August 1917 (DRP nahestehend)                     |
| Geistliche, Unterrichts- und Medizinal-Angelegenheiten | August von Trott zu Solz, 14. Juli – 6. August 1917 Friedrich Schmidt, ab 6. August 1917                      |
| Handel und Gewerbe                                     | Reinhold von Sydow                                                                                            |
| öffentliche Arbeiten                                   | Paul von Breitenbach                                                                                          |
| Justiz                                                 | Max Beseler, 14. Juli – 6. August 1917 Peter Spahn, ab 6. August 1917 (Zentrum)                               |
| Inneres                                                | Friedrich Wilhelm von Loebell, 14. Juli – 6. August 1917 Bill Drews, ab 6. August 1917                        |
| Landwirtschaft, Domänen und Forsten                    | Clemens Freiherr von Schorlemer-Lieser, 14. Juli – 6. August 1917 Paul von Eisenhart-Rothe, ab 6. August 1917 |
| Krieg                                                  | Hermann von Stein                                                                                             |

Ab 1869 wurden Bundes- bzw. Reichsbeamte zu Ministern ohne Ressort ernannt, damit sie an Sitzungen des Staatsministeriums teilnehmen durften, an denen Bundes- bzw. Reichsangelegenheiten auf der Tagesordnung standen. Sie sind als reine Titularminister zu verstehen und ihre Ernennung als Lösung für die Probleme, die sich aus der nun notwendigen Verklammerung der Politik von Preußen und Reich ergaben. Die hier angegebenen Amtszeiten beziehen sich nur auf die Zeit als preußische Minister, die von der Amtszeit im Reich abweichen kann. 
| Amt                  | Name                                  |
| -------------------- | ------------------------------------- |
| Reichsamt des Innern | Karl Helfferich                       |
| Reichsschatzamt      | Siegfried von Roedern                 |
| Kriegsernährungsamt  | Wilhelm von Waldow, ab 6. August 1917 |